# Fatih Kaldan
Fatih Kaldan (* 2. April 1990 in Mersin) ist ein türkischer Fußballtorhüter.

## Karriere

### Verein
Kaldan begann mit dem Vereinsfußball in der Jugend von Mersin Camspor und wechselte 2005 in die Jugend von Manisaspor. 2007 erhielt er hier einen Profivertrag, spielte aber weiterhin zwei Spielzeiten für die Reservemannschaft. Für die Saison 2009/10 wurde er an Ispartaspor ausgeliehen.
Zum Sommer 2010 verließ er Manisaspor und ging zum Viertligisten Altınordu Izmir. Mit diesem Verein stieg er am Saisonende durch den Play-off-Sieg der TFF 3. Lig in die TFF 2. Lig auf.
Nach diesem Erfolg mit Altınordu wechselte er im Sommer 2012 zum Zweitligisten TKİ Tavşanlı Linyitspor. Zur Winterpause der Spielzeit 2012/13 löste er seinen Vertrag auf und verließ Linyitspor.

### Nationalmannschaft
Kaldan wurde mehrfach für die türkische U-17- und die U-18-Jugendnationalmannschaft nominiert und absolvierte für die U-18 drei Spiele.

## Erfolge
Mit Altınordu Izmir
- Play-off-Sieger der TFF 3. Lig 2010/11 und Aufstieg in die TFF 2. Lig